# Grzymała (herb szlachecki)
Grzymała – polski herb szlachecki, noszący zawołanie Grzymała. Wzmiankowany w najstarszym zachowanym do dziś polskim herbarzu, Insignia seu clenodia Regis et Regni Poloniae, spisanym przez historyka Jana Długosza w latach 1464–1480. Grzymała jest jednym z 47 herbów adoptowanych przez bojarów litewskich na mocy unii horodelskiej z 1413 roku.
Najbardziej znane rody, pieczętujące się herbem Grzymała to między innymi Kazanowscy i Bieganowscy.
Grzymały używał też Kazimierz Raszewski.

## Opis herbu

### Opisy historyczne

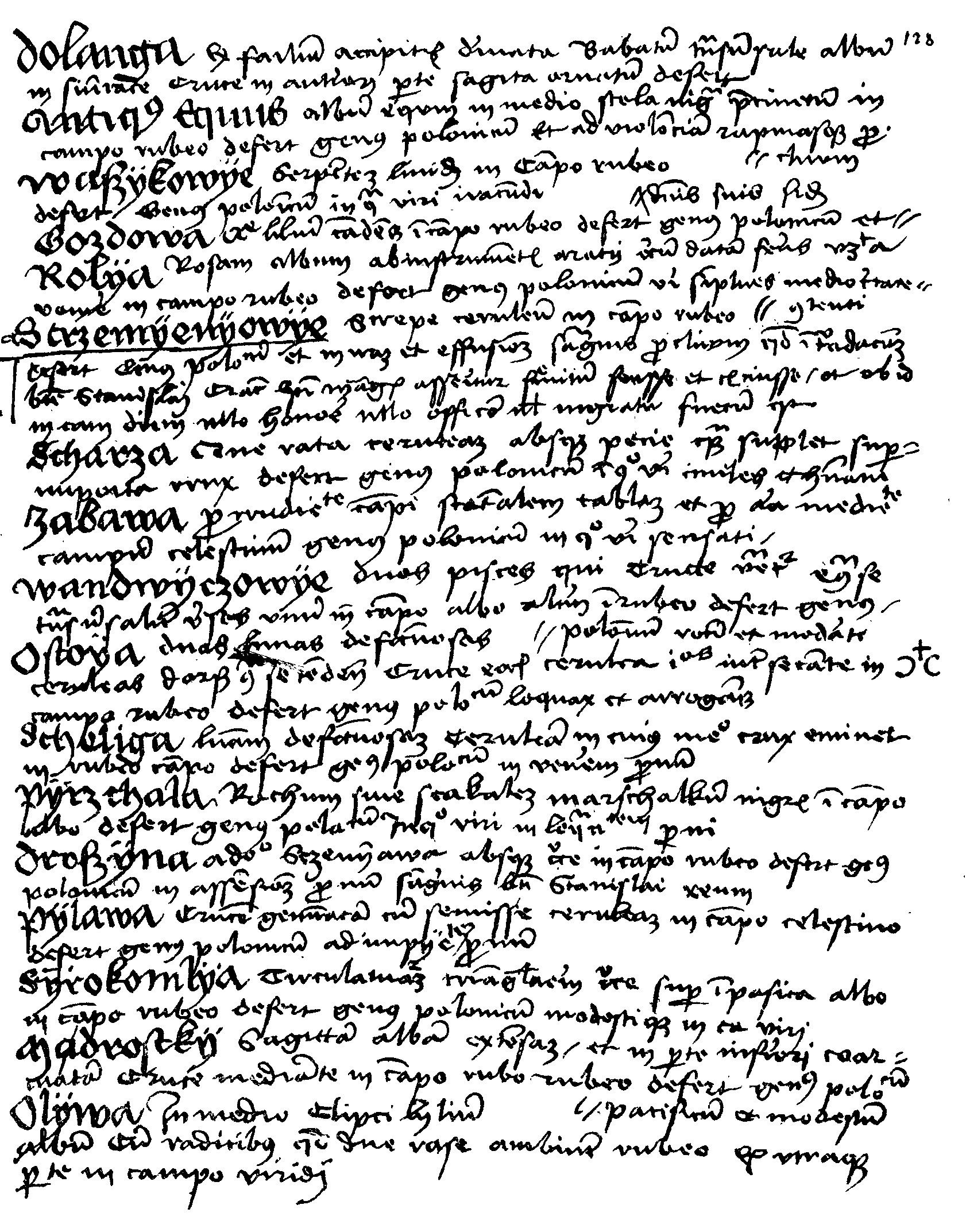
Jedna ze stron manuskryptów Jana Długosza, zawierająca opisy polskich herbów

Jan Długosz (1415–1480) blazonuje herb i opisuje herbownych następująco:

Grzymala, que in campo aureo castrum ex cocto latere cum tribus turribus exornatum defert. Genus ex Almania ducens, in qua viri probi, sed ad simulaciones procliui.

Po przetłumaczeniu:

Grzymała, która w polu złotym fortecę z wypalanej cegły z trzema wieżami nosi. Ród z Niemiec pochodzący, w którym ludzie prawi, lecz skłonni do manipulacji.

Juliusz Ostrowski, podając się na dzieła historyczne min. Kaspra Niesieckiego, Bartosza Paprockiego, Szymona Okolskiego i Marcina Bielskiego, opisuje herb:

W polu złotem – mur czerwony z trzema wieżami, w bramie którego rycerz zbrojny z mieczem w prawej ręce, z tarczą w lewej. Nad hełmem w koronie na pawim ogonie trzy wieże, z których boczne górą nieco od siebie.

### Opis współczesny
Opis skonstruowany współcześnie brzmi następująco:
Na tarczy w polu złotym mur czerwony o trzech blankowanych basztach, w bramie rycerz zbrojny z mieczem w prawej i tarczą w lewej ręce.
W klejnocie siedem piór pawich, na nich trzy wieże lekko do środka dołem skierowane.
Labry herbowe czerwone, podbite złotem.

## Geneza

### Najwcześniejsze wzmianki
Pierwsza znana zapiska sądowa wymieniająca herb Grzymała pochodzi z 1402 r. (B. Ulanowski, Materiały do historyi...,nr 49). Aktem unii horodelskiej herb został przyjęty przez rodziny litewskie. Ród Grzymałów reprezentował Domarat z Kobylan (brak pieczęci), adoptowany został Jan Rymwidowicz. (W. Semkowicz, O litewskich rodach..., RTH t. VII)
Wizerunek herbu Grzymała widnieje na gotyckiej, brązowej tarczy (z 2 poł. XV w.) pochodzącej z nagrobka Grotów ze Słupnicy, a znajdującej się obecnie w kościele św. Jakuba w Sandomierzu. (KZSP t. III z.11) Herb znajduje się też na fryzie heraldycznym w Lądzie.

Najwcześniejsze lokalne źródło heraldyczne wymieniające ten herb to wspomniane już wcześniej Insignia seu clenodia Regis et Regni Poloniae, datowane na lata 1464–1480. Autorem tego dzieła jest polski historyk, Jan Długosz.

### Ewolucja wizerunku
W heraldyce średniowiecznej stosowano kilka odmian tego herbu. Różniły się one barwami i kształtem godła. Najstarszy barwny rysunek herbu w legendzie o św. Jadwidze, ukazuje ów znak w tych samych barwach co malowidło ścienne w Lądzie nad Wartą, czyli w srebrnym (białym) polu – czerwone godło. W legendzie widnieje znak śląskiej linii rodu Grzymałów, w Lądzie natomiast wielkopolskiej. Obydwa rysunki pochodzą z połowy XIV w. (po 1350 r.) i nie ma między nimi zasadniczych różnic. Są one widoczne dopiero na pieczęciach śląskich oraz wielkopolskich przedstawicieli rodu. Na pieczęciach rycerstwa wielkopolskiego godło przedstawia drewniane obwarowanie bez bramy, na śląskich zaś mur z trzema krenelażami i bramą. W Codex Bergshammar odnajdujemy dwie odmiany herbu. Pierwszą, przedstawiającą w czerwonym polu srebrny mur z trzema krenalażami, lecz bez bramy i drugą w polu czerwonym złote godło, ukazujące bramę. Trzecią odmianę stosowano najpewniej w Małopolsce. Tę postać herbu rodowego opisał Jan Długosz w Insignia seu clenodia Regis et Regni Poloniae. Powstała ona poprzez zamianę barw pola i godła: w złotym polu czerwone godło. Prowadzone do tej pory badania nie wyjaśniły w pełni czy odmiany herbowe służyły rozpoznawaniu przedstawicieli rodu.

### Etymologia
Według słownika etymologiczno-motywacyjnego staropolskich nazw osobowych: 1. Od nazwy osobowej Grzymała (według staropolskiego słownika nazw osobowych), por. Grzymi-III lub Pielgrzym < Peregrinus; 2. Na Mazowszu możliwa wtórna motywacja przez miejscowość rodową Grzymały, powiat łomżyński: de Grzimali 1428.

## Herbowni

### Lista Tadeusza Gajla
Lista herbownych w artykule sporządzona została na podstawie wiarygodnych źródeł, zwłaszcza klasycznych i współczesnych herbarzy. Należy jednak zwrócić uwagę na częste zjawisko przypisywania rodom szlacheckim niewłaściwych herbów, szczególnie nasilone w czasie legitymacji szlachectwa przed zaborczymi heroldiami, co zostało następnie utrwalone w wydawanych kolejno herbarzach. Identyczność nazwiska nie musi oznaczać przynależności do danego rodu herbowego. Przynależność taką mogą bezspornie ustalić wyłącznie badania genealogiczne.
Pełna lista herbownych nie jest dziś możliwa do odtworzenia, także ze względu na zniszczenie i zaginięcie wielu akt i dokumentów w czasie II wojny światowej (m.in. w czasie powstania warszawskiego w 1944 spłonęło ponad 90% zasobu Archiwum Głównego w Warszawie, gdzie przechowywana była większość dokumentów staropolskich).
Lista nazwisk znajdująca się w artykule pochodzi z Herbarza polskiego, Tadeusza Gajla (478 nazwisk). Występowanie na liście nazwiska nie musi oznaczać, że konkretna rodzina pieczętowała się herbem Grzymała. Często te same nazwiska są własnością wielu rodzin reprezentujących wszystkie stany dawnej Rzeczypospolitej, tj. chłopów, mieszczan, szlachtę. Jest to jednakże dotychczas najpełniejsza lista herbownych, uzupełniana ciągle przez autora przy kolejnych wydaniach Herbarza. Tadeusz Gajl wymienia następujące nazwiska uprawnionych do używania herbu Grzymała:
|  | Adaszewski, Albigowski. Baładyński, Bandynel, Baranowski, Bączewski, Benczyński, Bieganowicz, Bieganowski, Biestrzykowski, Bieszczycki, Biezczycki, Biezdziecki, Bieździecki, Bieżczyński, Binczyński, Błożejewski, Bobalicki, Borkacki, Borkowski, Bortkiewicz, Borzewicki, Bosowski, Bossowski, Brodawski, Brodowski, Brogłowski, Brzeczka, Brzęczka, Brzozogłowski, Buckiewicz, Buczow, Bućkiewicz, Budat, Budgin, Budziszewski, Bukowski, Burhardt, Burzyński, Busiński, Buszewski, Buszyński, Bzowski. Cetwiński, Chądzyński, Chludziński, Chocimierski, Chocimirski, Chodziewski, Chrościński, Chwalibowski, Chwalikowski, Chwałkowski, Cichocki, Cidzik, Ciemski, Ciesielski, Ciunowicz, Cydzik, Cydzikowski, Czapiński, Czaplicki, Czapliński, Czapski, Czempski, Czemski. Długołeński, Długołęcki, Długoski, Dłuski, Dobiecki, Dobrodziejski, Domarat, Domaszewski, Domaszowski, Domejko, Domeyko, Dominikowski, Dubowicki, Dubowiecki, Dulski, Dziatko, Dziatkowski, Dziekanowski, Dzięcielski. Fedorkowicz, Frankenberg, Freyberg. Garwacki, Garwarski, Garwaski, Gąsiński, Gąsowski, Gąssowski, Gilewicz, Głogowski, Gnoiński, Gojski, Gosiński, Goski, Goścki, Goślicki, Gozdowicz, Górski, Góslicki, Grabowiecki, Grabowski, Grodziński, Grom, Gromolewski, Gromołowski, Gronowski, Grudniewski, Grum-Grzymajło, Gruszkowski, Grzymajłło, Grzymajło, Grzymalski, Grzymała, Grzymałowicz, Grzymałowski, Grzymkowski, Grzymułtowski, Gułtowski, Guszczewski, Gutteter. Habowski, Hałaczkiewicz, Harassowski, Herubinowicz, Hnilecki, Hoffman, Hrymalicz, Huliński. Iliaszewski, Imielański, Imieliński, Iwieński, Iwiński. Jabłonowski, Jasieński, Jaźwiński, Jukowski, Jurkowicz, Jurkowski. Kalborski, Kaliborski, Kalibowski, Kaliński, Kaliski, Kamieński, Kamiński, Kamoczyński, Kamodziński, Kazanowski, Kazłowski, Kazonowicz, Kijeński, Kijski, Kikowski, Klonowski, Kobielin, Kobylański, Kobyleński, Kobyliński, Kobylnicki, Kocłowski, Komodziński, Konopacki, Kopsch, Kopsz, Korczak, Korzeniowski, Koskowski, Kostecki, Kościelecki, Krasnopolski, Kretkowski Krol, Krzemieniewski, Krzemieniowski, Krzemienowski, Krzyżanowski, Krzyżewnicki, Krzyżownicki, Kulczycki, Kwot, Kwotor, Kytor. Langmin, Laskowski, Leciński, Leszczewski, Lesznikowski, Leśniewski, Leśnikowski, Leśniowolski, Leśniowski, Leśnowolski, Lewaszewski, Leźniowski, Litwiński, Litworz, Litwos, Litwosz, Lubański, Lubczyński, Lubiański, Lubiatowski, Ludzicki, Ludziski. Łagiewnicki, Łagiewski, Łagowski, Łaszczewski, Łaszewicz, Łaszewski, Łazanowski, Łazowski, Łażniński, Łącki, Łopienicki, Łosowski, Łudzicki, Łudziecki. Machowicz, Machwicz, Mackiewicz, Malechowski, Maliński, Malocha, Małachowski, Małgowski, Małoch, Marcichowski, Marciszewski, Marciszowski, Margoński, Markowski, Mąkolski, Meisinger, Michałowski, Miedzychowski, Mieszeński, Międzychodzki, Międzyleski, Międzylewski, Mileski, Miniałgo, Miszewski, Mniszewski, Modrzewski, Modrzyński, Mokulski, Morze, Moszczyński, Mościborski, Mościbrodzki, Mroczko, Murawski. Najruszewski, Niecikowski, Nieczykowski, Niegalewski, Niegojenko, Niegolewski, Niemiera, Niemira, Niemirowicz, Niemiryc, Niemirycz, Niemirzyc, Nieniewski, Niepruszewski, Niesiobęcki, Niesobędzki, Niestuszkowski, Nietąszkowski, Niniewski, Noiński. Ochenkowski, Odachowski, Odechowski, Odochowski, Olejewski, Oleski, Olesznicki, Oleśnicki, Olewski, Olęcki, Olędzki, Olęski, Olszamowski, Olszanowski, Opalacz, Oryński, Ostrowski, Ościsławski. Paniencki, Parzenczewski, Parzniczewski, Pąchowski, Perski, Pęchowski, Pęczelicki, Pęczelski, Pęczlicki, Pęczyński, Piątkowski, Piczkowski, Pierski, Pierzcheński, Pierzchliński, Pierzchnowski, Pietrski, Pintowski, Piontkowski, Poddębski, Podlecki, Podleski, Podlewski, Podniestrzański, Podolski, Podsosnowski, Pogorell, Pogorzelecki, Pogorzelski, Pokrzywiński, Pokrzywnicki, Potulicki, Poźniak, Pradzeński, Prandota, Prądzeński, Prądzewski, Prądziński, Prądzyński, Pruski, Prządzewski, Przeciszewski, Przeciszowski, Przejrzeński, Prześciszewski, Przyborowicz, Przyborowski, Przybylski, Przybyłek, Przybyłko, Przybyłowski, Przybytek, Przybytko, Przyłuski, Pyczkowski. Rachfałowski, Rachwałowski, Racławicki, Radwankowski, Radzimowski, Radziszewski, Raszkowski, Rembiewski, Rokicki, Rybczyński, Rybski, Rychlicki, Rychliński, Rymwid, Rymwidowicz, Rynwidowicz, Rzepliński. Sajkowski, Schlichting, Serwański, Siawrukowicz, Siedlecki, Siewruk, Silberschwecht, Siwacho, Skoczyński, Skotnicki, Skwiroszewski, Skwyroszewski, Slaski, Smajgiewicz, Smarzyński, Smerzeński, Smiłowski, Smogulecki, Soboliński, Starogrodzki, Starzyński, Strenkowski, Strębowski, Strękowski, Strzelecki, Suchywilk, Szarawski, Szaszkiewicz, Szczaworyski, Szczaworzyski, Szczerbowski, Szmagiewicz, Szmerzyński, Szmyt, Szymankowski. Śleżyński, Śmiłowski, Świdrygiełł, Świdrygiełło, Świechowski, Świerad, Świrad, Świszowski. Targoński, Trentowski, Treszczyński, Trętowski, Troszczeński, Troszczewski, Truczyński, Truszczeński, Truszczyński, Turczyński, Turzebin, Turzenin. Ujejski, Uliński, Urmanowicz, Uścięcki. Wabiszewicz, Warecki, Wazgint, Widochorski, Wielogórski, Wierzbicki, Wierzycki, Wiescicki, Wieścicki, Wiewierski, Wiewiorowski, Wiewiórkowski, Wiewiórski, Wiewiurski, Wilamowski, Wilanowski, Wilhelmowicz, Wilkau, Wilkowski, Wiszniewski, Wiszniowski, Wiśniowski, Wizgint, Wkrzyński, Wodzbun, Wojdzbun, Wojno, Wojzbun, Wolski, Woyno, Wskrzeński, Wskrzyński, Wysocki, Wyszczycki. Zaleski, Zamojski, Zamoyski, Zasadzki, Zawalczyc, Zawalczyk, Zawisza, Zbigniewski, Zbykowski, Zedlitz, Zut. Żarnowiecki, Żbikowski, Żelwetr, Żutowt, Żydowka. Tadeusz Gajl, Herbarz Polski |

### Pozostałe nazwiska
Hipolit Stupnicki wymienia w swoim herbarzu, następujące nazwiska, nie występujące na liście Tadeusza Gajla; Zasadzki, Zbierzchowski, Zbikowski, Zbykalski, Zieleński.

## Odmiany
| Odmiany herbu Grzymała | Odmiany arystokratyczne herbu Grzymała |  |

## Galeria

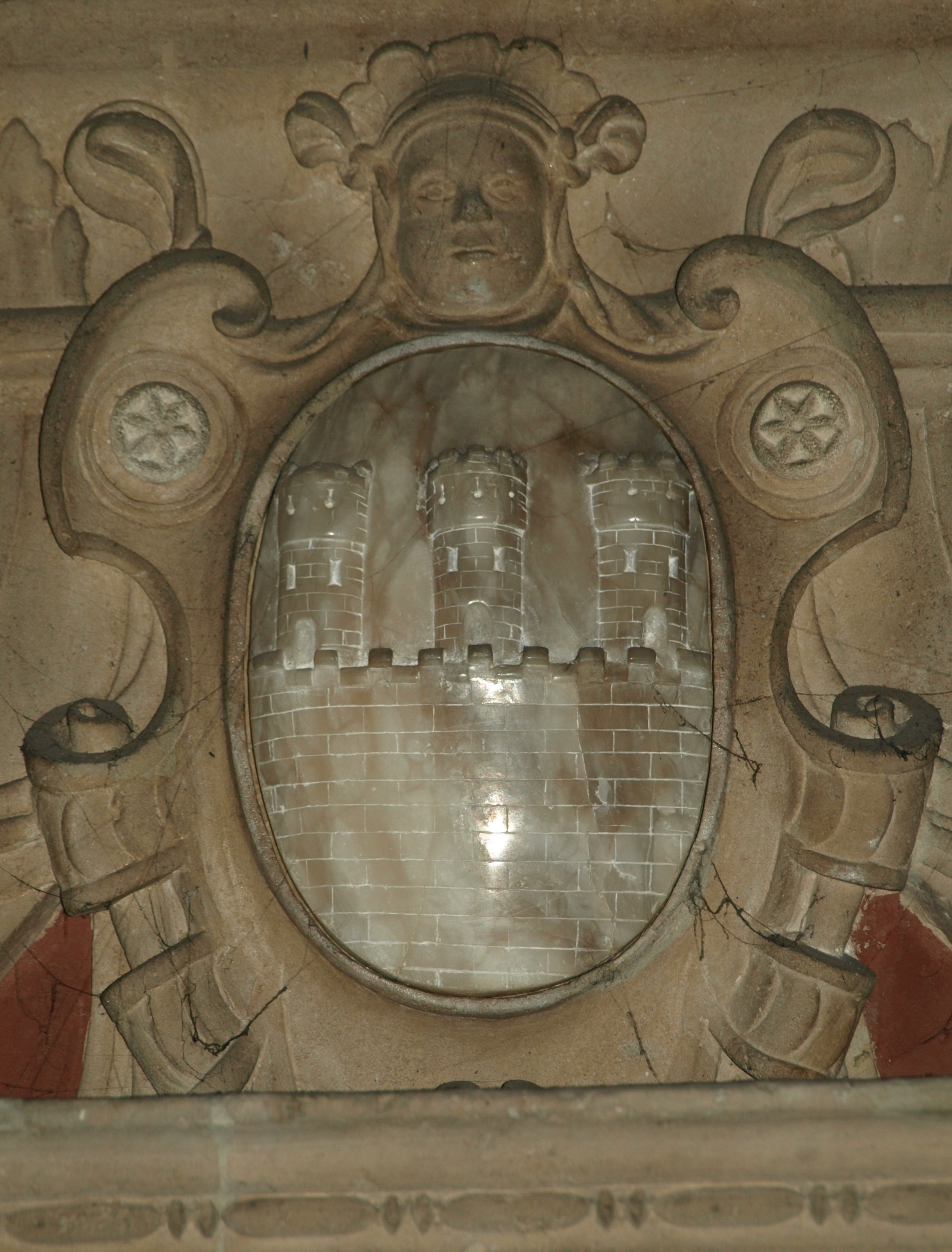
Grzymała na sarkofagu Pawła Głogowskiego w Katedrze Płockiej
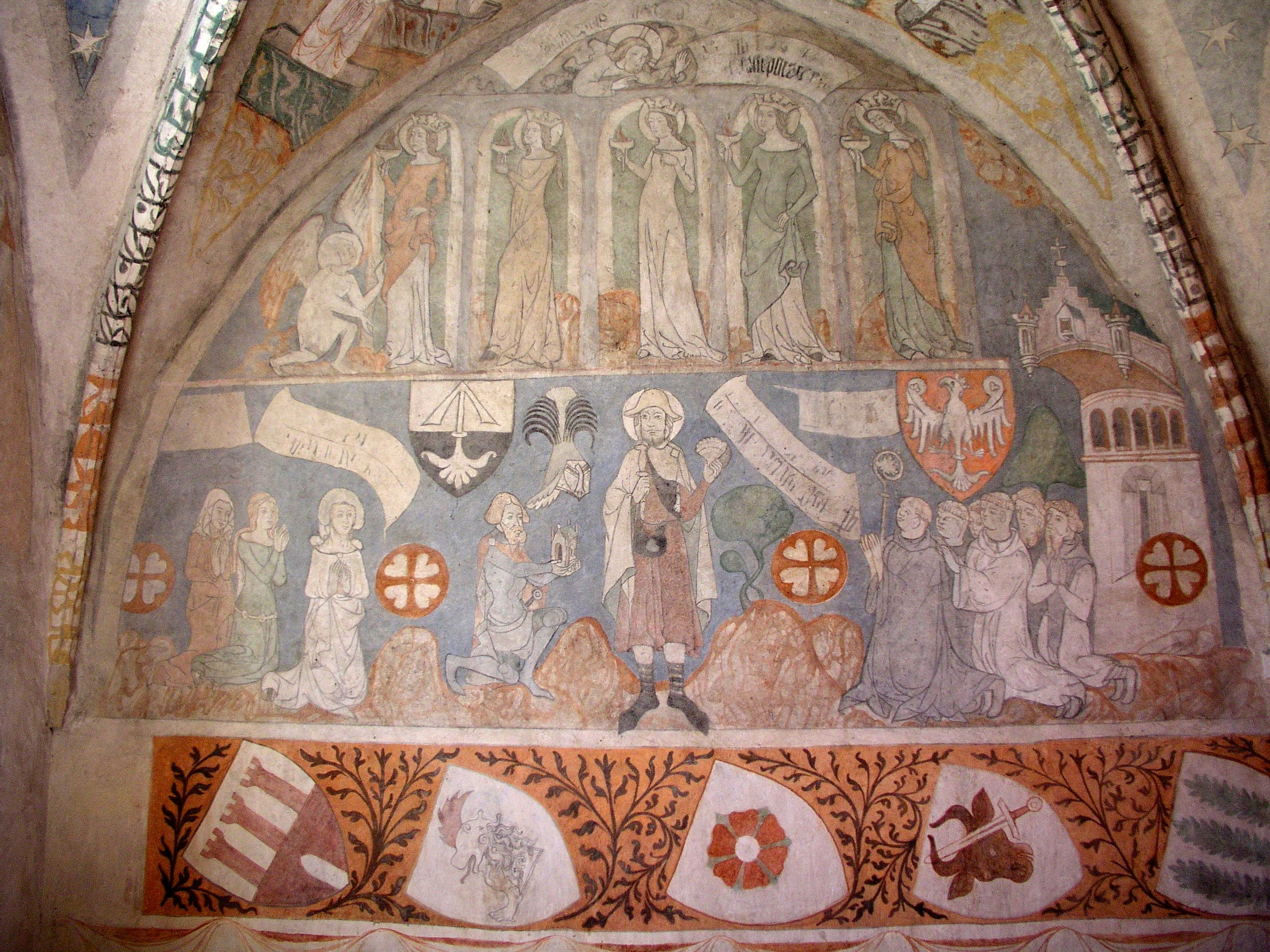
Herb Grzymała pośród innych herbów w Opactwie Cystersów w Lądzie
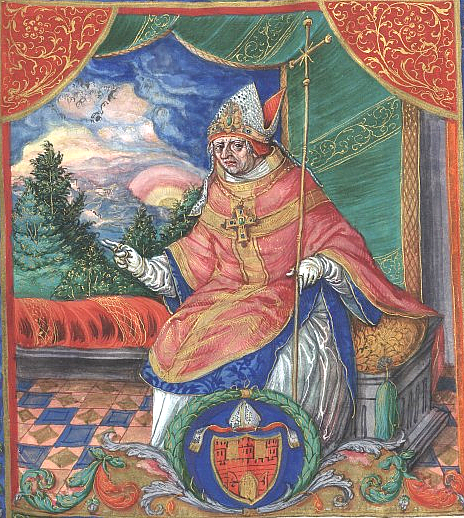
Grzymała na portrecie biskupa Janusza Suchywilka.
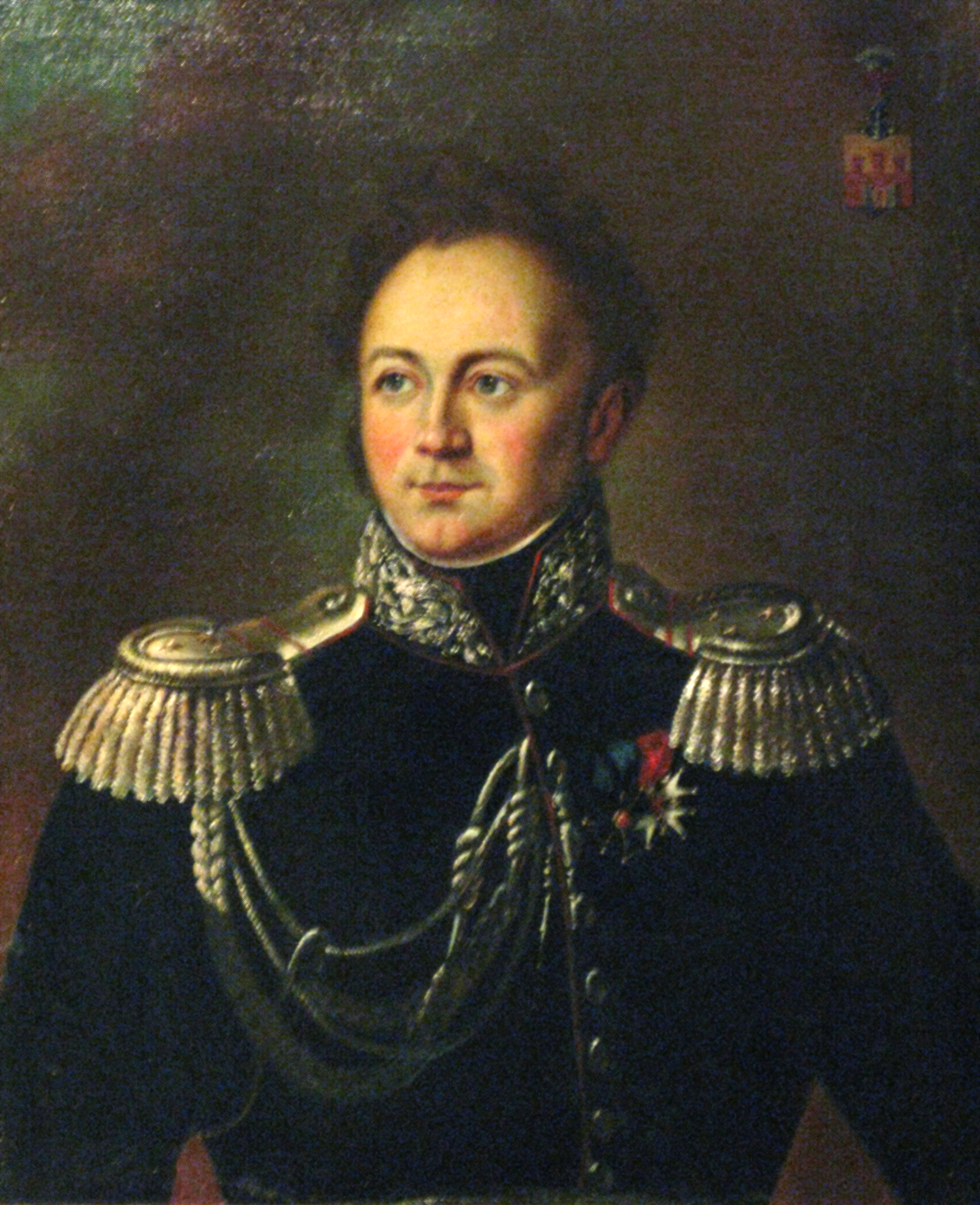
Grzymała na portrecie generała Ignacego Prądzyńskiego

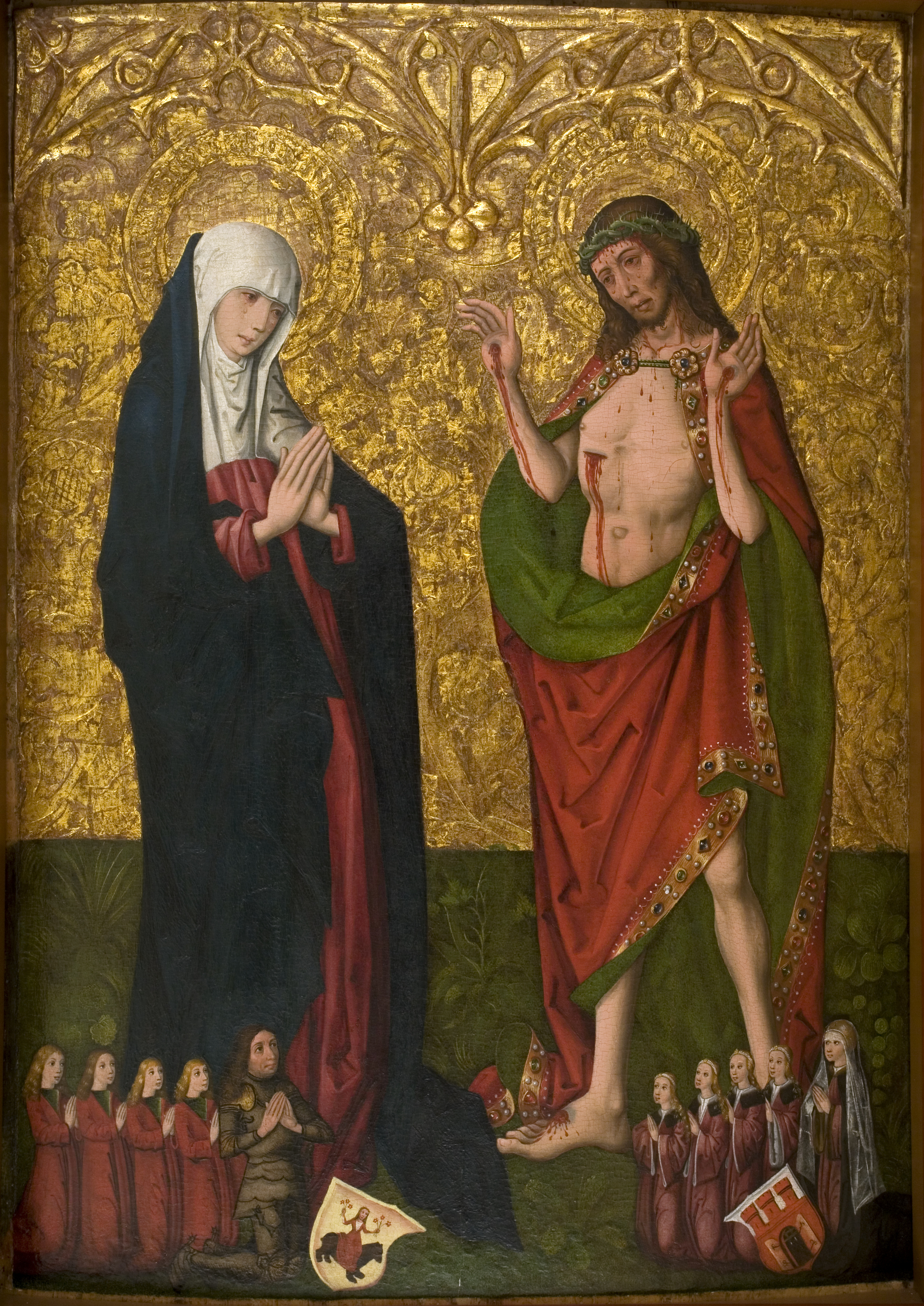
Grzymała na obrazie Epitafium Jana Słupeckiego, autor nieznany (XV w.)
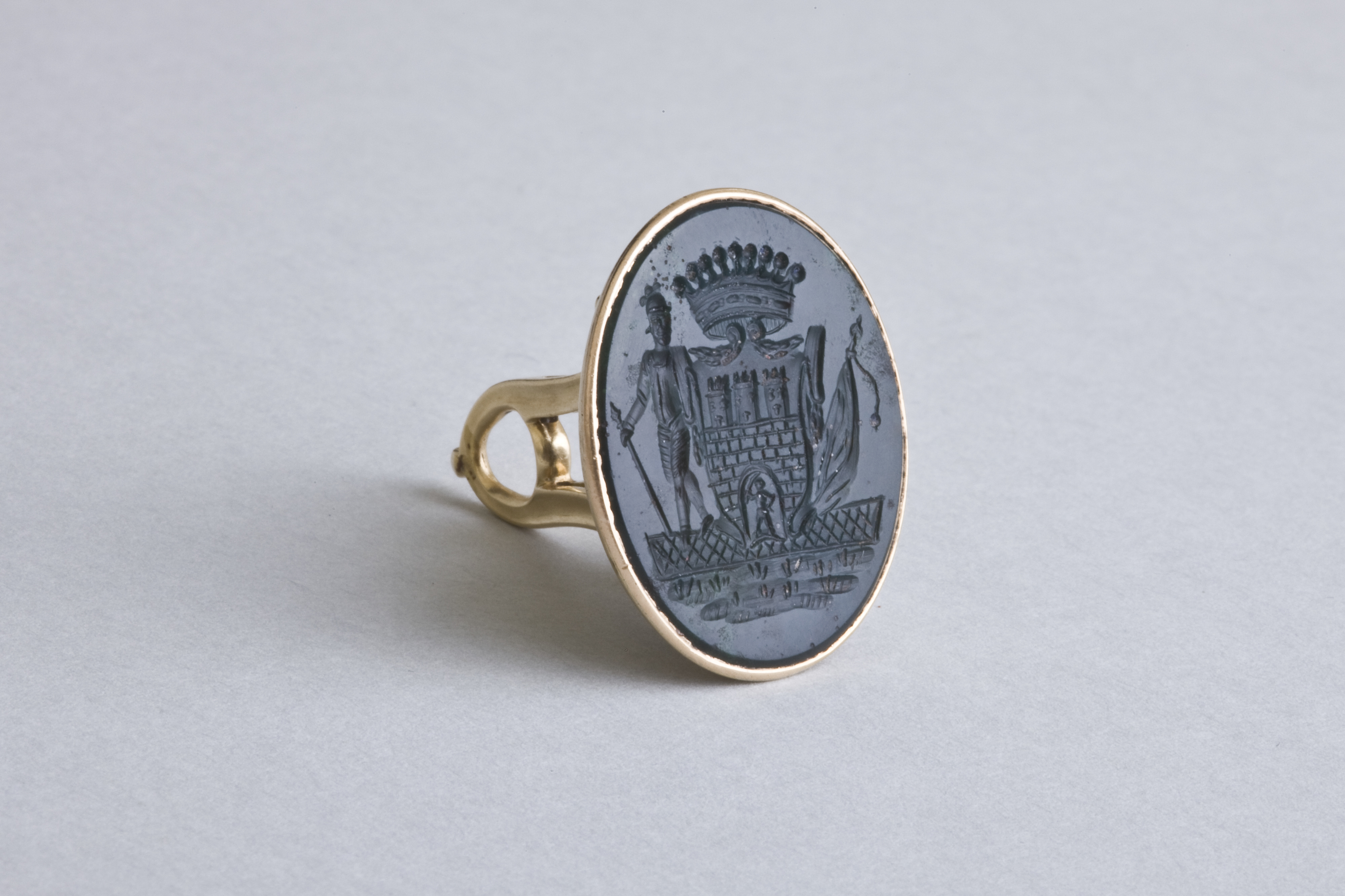
Pierścień z odmianą herbu Grzymała, prawdopodobnie należąca do Grudzińskich
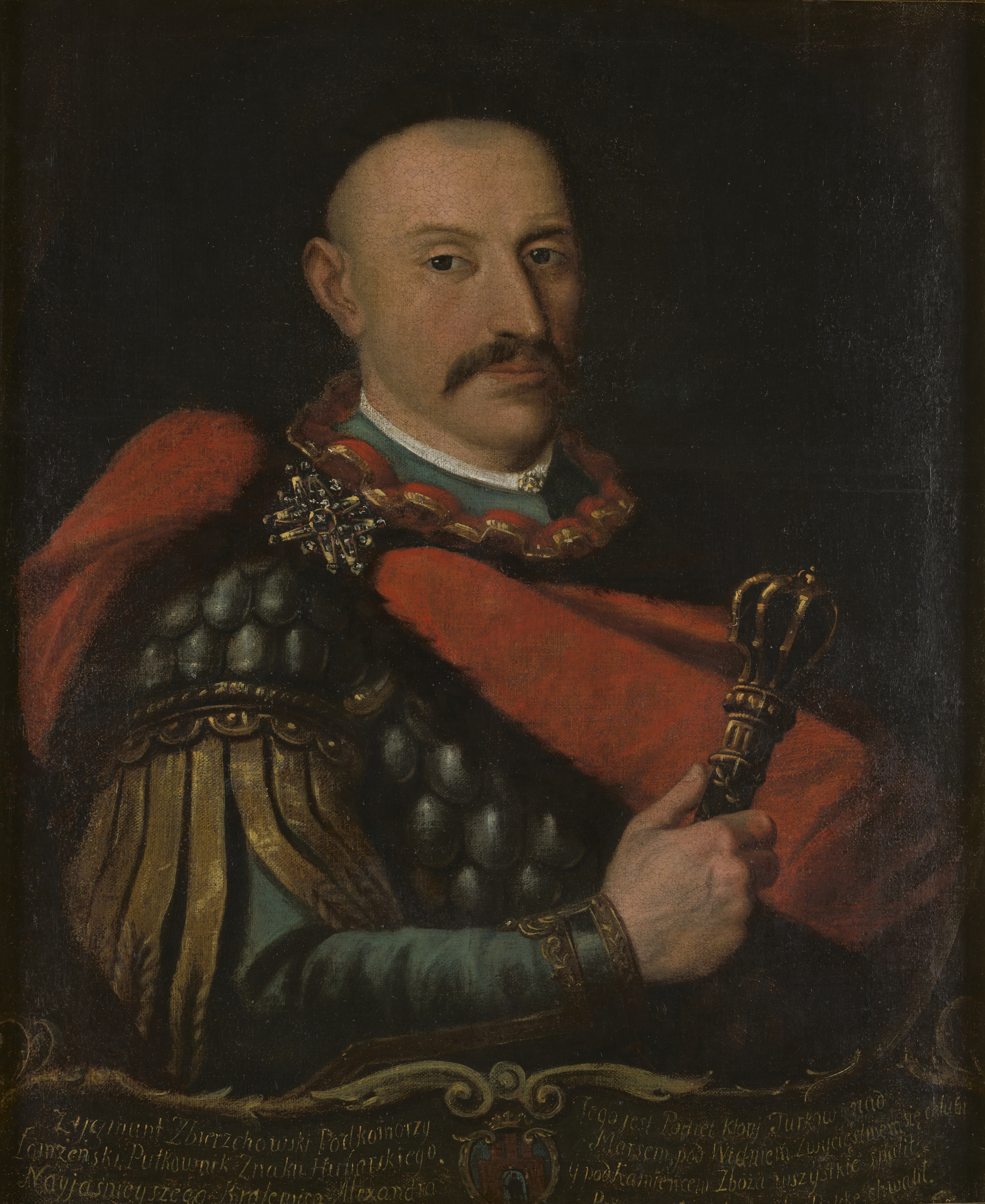
Portret Zygmunta Zbierzchowskiego z herbem Grzymała (XVII w.)
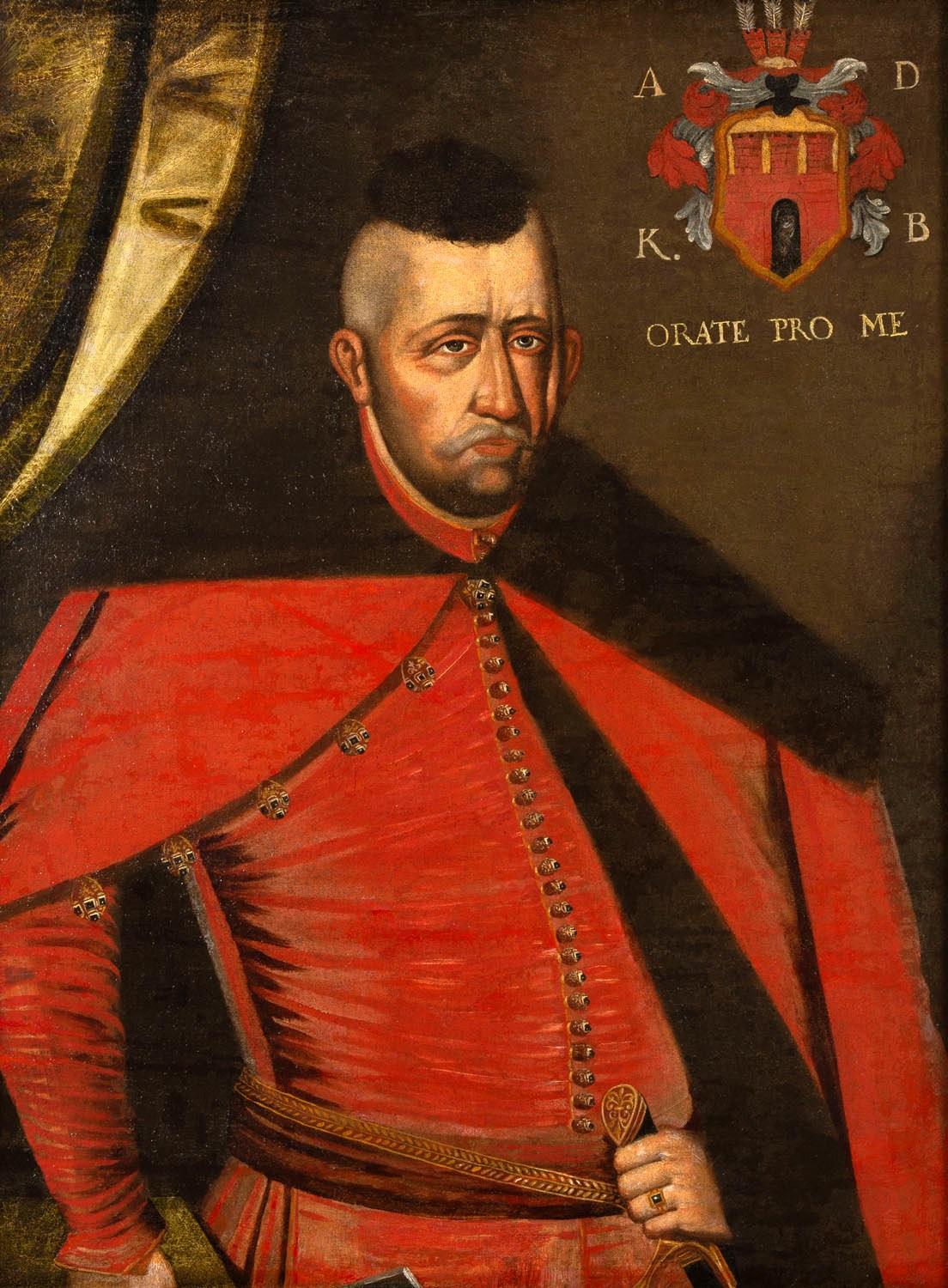
Portret nieznanego szlachcica z herbem Grzymała